# Línea N25 (EMT Madrid)
La línea N25 de la Empresa Municipal de Transportes de Madrid es una línea nocturna que conecta la Plaza de Alonso Martínez con el distrito de Villa de Vallecas.

## Características
Esta línea fue inaugurada la madrugada del 29 al 30 de septiembre de 2013 tras la supresión de los búhometros, realizando parte del recorrido de la línea 1 del Metro. En concreto el recorrido que realiza es aquel comprendido entre las estaciones de Alonso Martínez y Villa de Vallecas del Metro.

## Horarios
| Domingos a jueves y festivos           |                                     |                                     |                                     |                                     |                                     |                                     |                                     |                                     |                                     |                                     |                                     |                                     |                                     |                                     |                                     |
| Alonso Martínez > Villa de Vallecas    | Alonso Martínez > Villa de Vallecas | Alonso Martínez > Villa de Vallecas | Alonso Martínez > Villa de Vallecas | Alonso Martínez > Villa de Vallecas | Alonso Martínez > Villa de Vallecas | Alonso Martínez > Villa de Vallecas | Alonso Martínez > Villa de Vallecas | Villa de Vallecas > Alonso Martínez | Villa de Vallecas > Alonso Martínez | Villa de Vallecas > Alonso Martínez | Villa de Vallecas > Alonso Martínez | Villa de Vallecas > Alonso Martínez | Villa de Vallecas > Alonso Martínez | Villa de Vallecas > Alonso Martínez | Villa de Vallecas > Alonso Martínez |
| 00                                     | 01                                  | 02                                  | 03                                  | 04                                  | 05                                  | 06                                  | 07                                  | 23                                  | 00                                  | 01                                  | 02                                  | 03                                  | 04                                  | 05                                  | 06                                  |
| 00 35                                  | 10 45                               | 20 55                               | 30                                  | 05 40                               | 15                                  |                                     |                                     | 40                                  | 15 50                               | 25                                  | 00 35                               | 10 45                               | 20                                  | 00 45                               |                                     |
| Viernes, sábados y vísperas de festivo |                                     |                                     |                                     |                                     |                                     |                                     |                                     |                                     |                                     |                                     |                                     |                                     |                                     |                                     |                                     |
| Alonso Martínez > Villa de Vallecas    | Alonso Martínez > Villa de Vallecas | Alonso Martínez > Villa de Vallecas | Alonso Martínez > Villa de Vallecas | Alonso Martínez > Villa de Vallecas | Alonso Martínez > Villa de Vallecas | Alonso Martínez > Villa de Vallecas | Alonso Martínez > Villa de Vallecas | Villa de Vallecas > Alonso Martínez | Villa de Vallecas > Alonso Martínez | Villa de Vallecas > Alonso Martínez | Villa de Vallecas > Alonso Martínez | Villa de Vallecas > Alonso Martínez | Villa de Vallecas > Alonso Martínez | Villa de Vallecas > Alonso Martínez | Villa de Vallecas > Alonso Martínez |
| 00                                     | 01                                  | 02                                  | 03                                  | 04                                  | 05                                  | 06                                  | 07                                  | 23                                  | 00                                  | 01                                  | 02                                  | 03                                  | 04                                  | 05                                  | 06                                  |
| 00 20 40                               | 00 15 30 45                         | 00 15 30 45                         | 00 15 30 45                         | 00 15 30 45                         | 00 20 45                            | 15                                  | 00                                  | 30 55                               | 20 40                               | 00 20 35 50                         | 05 20 35 50                         | 05 20 35 50                         | 05 20 35 50                         | 10 30 50                            | 15                                  |
| Sólo sábados y vísperas de festivo     |                                     |                                     |                                     |                                     |                                     |                                     |                                     |                                     |                                     |                                     |                                     |                                     |                                     |                                     |                                     |

## Recorrido y paradas

### Sentido Villa de Vallecas
Comenzando su recorrido en la céntrica Plaza de Alonso Martínez, la línea N25 discurre por el Paseo de la Castellana, continuando por Colón y Recoletos hasta llegar a la Plaza de Cibeles. Desde este momento la línea continúa su recorrido por las calles Alcalá y Sevilla, desde donde continuará por Carrera de San Jerónimo para llegar a la plaza de Neptuno y seguir por Paseo del Prado hasta Atocha. Desde allí continuará por la Avenida de la Ciudad de Barcelona y Avenida de la Albufera, dando cobertura al distrito de Puente de Vallecas, hasta llegar a su cabecera de Villa de Vallecas.
| Código | Parada                                  | Común con                          | Conexiones con Metro y Cercanías | Otros |
| ------ | --------------------------------------- | ---------------------------------- | -------------------------------- | --- |
| 491    | ALONSO MARTÍNEZ (C/ Almagro, 4)         | N26                                | Alonso Martínez                  | |
| 61     | Castellana-Ministerio Interior          | N1 N22 N24 N26                     |                                  | |
| 63     | Colón                                   | N1 N22 N24 N26                     | Colón                            | |
| 5626   | Biblioteca Nacional                     | N1 N22 N23 N24 N26                 | Recoletos                        | |
| 73     | Cibeles                                 | N23 N26                            | Banco de España                  | Líneas N1, N2, N3, N4, N5, N6, N7, N8, N9, N10, N11, N12, N13, N14, N15, N16, N17, N18, N19, N20, N21, N22, N23, N24, N25, N26 y Exprés Aeropuerto (N27) |
| 1049   | Carrera de San Jerónimo-Cedaceros       |                                    | Sevilla                          | |
| 77     | Neptuno                                 | N9 N10 N11 N12 N13 N14 N15 N17 N26 |                                  | |
| 79     | Museo del Prado-Jardín Botánico         | N9 N10 N11 N12 N13 N14 N15 N17 N26 |                                  | |
| 81     | Prado-Atocha                            | N9 N10 N11 N12 N13 N14 N15 N17 N26 | Estación del Arte                | |
| 1401   | Estación de Atocha                      | N9 N10 N11 N13                     | Atocha                           | NC1 NC2 |
| 1404   | Metro Menéndez Pelayo                   | N10                                | Menéndez Pelayo                  | |
| 1408   | Pacífico                                | N10                                | Pacífico                         | |
| 2058   | Puente de Vallecas                      | N10                                | Puente de Vallecas               | |
| 1001   | Junta Municipal Puente de Vallecas      | N10                                |                                  | |
| 1003   | Nueva Numancia                          | N10                                | Nueva Numancia                   | |
| 1005   | Avenida de la Albufera-Sierra del Cadi  |                                    |                                  | |
| 1007   | Portazgo-Estadio de Vallecas            |                                    | Portazgo                         | |
| 1009   | Buenos Aires                            |                                    | Buenos Aires                     | |
| 1013   | Alto del Arenal                         |                                    | Alto del Arenal                  | |
| 1015   | Avenida de la Albufera-Pablo Neruda     |                                    |                                  | |
| 1017   | Metro Miguel Hernández                  |                                    | Miguel Hernández                 | |
| 1019   | Avenida de la Albufera-Miguel Hernández |                                    |                                  | |
| 1023   | Avenida de la Albufera-Cocherón Villa   |                                    |                                  | |
| 5163   | Sierra de Guadalupe-San Jaime           | N9                                 | Sierra de Guadalupe Vallecas     | |
| 1030   | VILLA VALLECAS (Pza. Juan de Malasaña)  | N9                                 | Villa de Vallecas                | |

### Sentido Alonso Martínez
El recorrido de vuelta es el mismo exceptuando que:
- Al llegar a la Plaza de Neptuno, en lugar de girar hacia Carrera de San Jerónimo la línea continúa por el Paseo del Prado hasta llegar a Cibeles, desde donde continúa realizando el mismo recorrido de ida.

| Código | Parada                                  | Común con                          | Conexiones con Metro y Cercanías | Otros |
| ------ | --------------------------------------- | ---------------------------------- | -------------------------------- | --- |
| 1030   | VILLA VALLECAS (Pza. Juan de Malasaña)  | N9                                 | Villa de Vallecas                | |
| 4367   | Sierra Guadalupe                        |                                    | Sierra de Guadalupe Vallecas     | |
| 1024   | Avenida de la Albufera-Cocherón Villa   |                                    |                                  | |
| 1020   | Avenida de la Albufera-Miguel Hernández |                                    |                                  | |
| 1018   | Metro Miguel Hernández                  |                                    | Miguel Hernández                 | |
| 1016   | Avenida de la Albufera-Pablo Neruda     |                                    |                                  | |
| 1014   | Alto del Arenal                         |                                    | Alto del Arenal                  | |
| 1010   | Buenos Aires                            |                                    | Buenos Aires                     | |
| 1008   | Portazgo-Estadio de Vallecas            | N10                                | Portazgo                         | |
| 1006   | Avenida de la Albufera-Sierra del Cadi  | N10                                |                                  | |
| 1004   | Nueva Numancia                          | N10                                | Nueva Numancia                   | |
| 1002   | Junta Municipal Puente de Vallecas      | N10                                |                                  | |
| 4864   | Puente de Vallecas                      | N10                                | Puente de Vallecas               | |
| 1409   | Pacífico                                | N10                                | Pacífico                         | |
| 1405   | Metro Menéndez Pelayo                   | N10                                | Menéndez Pelayo                  | |
| 2178   | Museo de Antropología                   | N9 N10                             | Atocha                           | NC1 NC2 |
| 82     | Prado-Atocha                            | N9 N10 N11 N12 N13 N14 N15 N17 N26 | Estación del Arte                | |
| 5511   | Museo del Prado-Jardín Botánico         | N9 N10 N11 N12 N13 N14 N15 N17 N26 |                                  | |
| 78     | Neptuno                                 | N9 N10 N11 N12 N13 N14 N15 N17 N26 |                                  | |
| 5443   | Cibeles-Ayuntamiento                    | N9 N10 N11                         | Banco de España                  | Líneas N1, N2, N3, N4, N5, N6, N7, N8, N9, N10, N11, N12, N13, N14, N15, N16, N17, N18, N19, N20, N21, N22, N23, N24, N25, N26 y Exprés Aeropuerto (N27) |
| 72     | Cibeles-Casa de América                 | N1 N4 N22 N24 N26                  | Banco de España                  | Líneas N1, N2, N3, N4, N5, N6, N7, N8, N9, N10, N11, N12, N13, N14, N15, N16, N17, N18, N19, N20, N21, N22, N23, N24, N25, N26 y Exprés Aeropuerto (N27) |
| 65     | Biblioteca Nacional                     | N1 N4 N22 N23 N24 N26              | Recoletos                        | |
| 1232   | Metro Colón                             | N23 N26                            | Colón                            | |
| 491    | ALONSO MARTÍNEZ (C/ Almagro, 4)         | N26                                | Alonso Martínez                  | |